# Bojan Radulović
Bojan Radulović-Samouković (Servisch: Бојан Радуловић-Самоуковић) (Lleida, 29 december 1999) is een Servisch-Spaans voetballer die doorgaans als aanvaller speelt. Hij komt uit voor Fortuna Sittard, dat hem huurt van Huddersfield Town.

## Carrière

### Lleida Esportiu
Radulović begon zijn carrière bij het Club Lleida Esportiu, de club uit zijn geboortestad. De club kwam uit in de Segunda División B. Hij maakte zijn seniorendebuut op 27 augustus 2017, in een competitiewedstrijd tegen Deportivo Aragón (1-1). Ook speelde hij met Lleida in de Copa del Rey, onder andere tegen Atlético Madrid.

### Brighton
Na een jaar in zijn geboorteland stapte Radulović over naar het Engelse Brighton & Hove Albion FC. Hij zat slechts één keer op de bank bij het eerste team, in een EFL Cup-wedstrijd tegen Aston Villa FC. Hij kwam nooit in actie. Radulović speelde vooral voor de jeugdteams van Brighton, waar onder 25 wedstrijden voor Brighton –21.

### RCD Espanyol
Brighton verhuurde Radulović aan RCD Espanyol, waar hij uitkwam voor het B-team in de Segunda División B. Hij mocht zijn debuut maken op 2 september 2018, tegen zijn oude club Lleida Esportiu (1-1). In zijn tweede wedstrijd tegen CD Castellón maakte hij zijn eerste doelpunt voor Espanyol. Hij kwam slechts acht keer in actie.

### Deportivo Alavés
Na Espanyol verhuurde Brighton Radulović aan Deportivo Alavés. Ook hier kwam hij uit voor het B-team, en speelde weer in de Segunda División B. Op 2 februari 2020 maakte hij zijn debuut tegen CD Guijuelo. Hij speelde zes wedstrijden voor Alavés, voordat de competitie werd opgeschort vanwege de coronapandemie.

### AIK
Medio 2020 verkaste Radulović transfervrij naar het Zweedse AIK, dat uitkwam in de Allsvenskan, de hoogste competitie. Hij speelde hier voor het eerst een wedstrijd op het hoogste niveau van een land. Op 13 september 2020 maakte hij zijn debuut, tegen Malmö FF (0-0). In anderhalf seizoen kwam Radulović dertig keer uit voor de Zweedse club. Hij maakte drie doelpunten.

### HJK
In februari 2022 verhuurde AIK Radulović aan het Finse HJK Helsinki voor een halfjaar, met een optie tot koop. Hij maakte op 16 februari zijn debuut, tegen HIFK Helsinki in de Liigacup.
Radulović speelde dat seizoen meteen kwalificatiewedstrijden voor de UEFA Europa League, tegen NK Maribor, Silkeborg IF en FK Qarabağ. HJK kwalificeerde zich voor de Europa League, maar Radulović moest de meeste wedstrijden laten schieten door een blessure. Hij viel twee keer in, tegen PFK Loedogorets en Real Betis. In het seizoen 2022 werd HJK kampioen en wonnen de beker. De finale werd op 1 april 2023 gespeeld tegen AC Oulu en gewonnen met 2-1.
In het seizoen 2023 werd Radulović topscorer van de Veikkausliiga. Hij scoorde 18 doelpunten in 24 wedstrijden. Ook werd HJK weer kampioen. De club plaatste zich voor de UEFA Conference League. Radulović kwam drie keer tot scoren in de groepsfase, maar HJK werd uitgeschakeld.

### Huddersfield Town
In januari 2024 maakte Radulović de overstap naar Huddersfield Town, dat uitkwam in de EFL Championship. Naar verluidt legde Huddersfield anderhalf miljoen euro neer voor de spits. Op 7 januari maakte Radulović zijn debuut, tegen Manchester City in de FA Cup. Op 1 april maakte hij zijn eerste doelpunt, tegen Stoke City (1-1). Huddersfield degradeerde naar de EFL League One.

### Fortuna Sittard
Huddersfield Town verhuurde Radulović in januari 2025 voor een halfjaar aan Fortuna Sittard, dat uitkwam in de Eredivisie. Op 9 februari maakte hij zijn debuut, tegen Ajax (0-2). Hij verving in de 65e minuut Kristoffer Peterson.

## Statistieken
| Seizoen | Club                 | Competitie         | Competitie | Competitie | Beker | Beker | Overig | Overig | Totaal | Totaal |
| Seizoen | Club                 | Competitie         | Wed.       | Dlp.       | Wed.  | Dlp.  | Dlp.   | Dlp.   | Wed.   | Dlp.   |
| ------- | -------------------- | ------------------ | ---------- | ---------- | ----- | ----- | ------ | ------ | ------ | ------ |
| 2017/18 | Club Lleida Esportiu | Segunda División B | 13         | 1          | 5     | 1     | 0      | 0      | 18     | 2      |
| 2018/19 | → RCD Espanyol B     | Segunda División B | 8          | 1          | 0     | 0     | 0      | 0      | 8      | 1      |
| 2019/20 | → Deportivo Alavés B | Segunda División B | 6          | 0          | 0     | 0     | 0      | 0      | 6      | 0      |
| 2020    | AIK                  | Allsvenskan        | 3          | 0          | 0     | 0     | 0      | 0      | 3      | 0      |
| 2021    | AIK                  | Allsvenskan        | 26         | 3          | 1     | 0     | 0      | 0      | 27     | 3      |
| 2022    | HJK Helsinki         | Veikkausliiga      | 23         | 8          | 4     | 1     | 9      | 2      | 36     | 11     |
| 2023    | HJK Helsinki         | Veikkausliiga      | 24         | 18         | 5     | 1     | 13     | 6      | 42     | 25     |
| 2023/24 | Huddersfield Town FC | Championship       | 11         | 1          | 1     | 0     | 0      | 0      | 12     | 1      |
| 2024/25 | Huddersfield Town FC | League One         | 17         | 1          | 4     | 0     | 0      | 0      | 21     | 1      |
| 2024/25 | → Fortuna Sittard    | Eredivisie         | 4          | 0          | 0     | 0     | 0      | 0      | 4      | 0      |
| Totaal  |                      |                    | 135        | 33         | 20    | 3     | 22     | 8      | 177    | 44     |

Bijgewerkt op 17 maart 2025.